# Apristurus melanoasper
Apristurus melanoasper är en hajart som beskrevs av Iglésias, Nakaya och Stehmann 2004. Apristurus melanoasper ingår i släktet Apristurus och familjen rödhajar. IUCN kategoriserar arten globalt som otillräckligt studerad. Inga underarter finns listade i Catalogue of Life.